# باب تیله
باب تیله (انگلیسی: Bob Thiele؛ ۲۷ ژوئیهٔ ۱۹۲۲ – ۳۰ ژانویهٔ ۱۹۹۶) یک تهیه‌کننده موسیقی اهل ایالات متحده آمریکا بود.